# Aufklärungsgeschwader 11
La Aufklärungsgeschwader 11 (11e escadron de reconnaissance) est une unité de reconnaissance aérienne de la Luftwaffe (Wehrmacht) qui sera renommé juste avant le début de la Seconde Guerre mondiale. 

## Organisation
Formé le 1er novembre 1938 à Grossenhain (Luftflotte 1) pour contrôler les groupes suivants :
- Aufklärungsgruppe 11
- Aufklärungsgruppe 21
- Aufklärungsgruppe 31
- Aufklärungsgruppe 41

Le 26 août 1939, l'unité est redésignée Koluft Heeresgruppe Süd.
Geschwaderkommodore (Commandant de l'escadron) :
| Début             | Fin          | Grade  | Nom           |
| ----------------- | ------------ | ------ | ------------- |
| 1er novembre 1938 | 25 août 1939 | Oberst | Ludwig Keiper |